# Уроновые кислоты

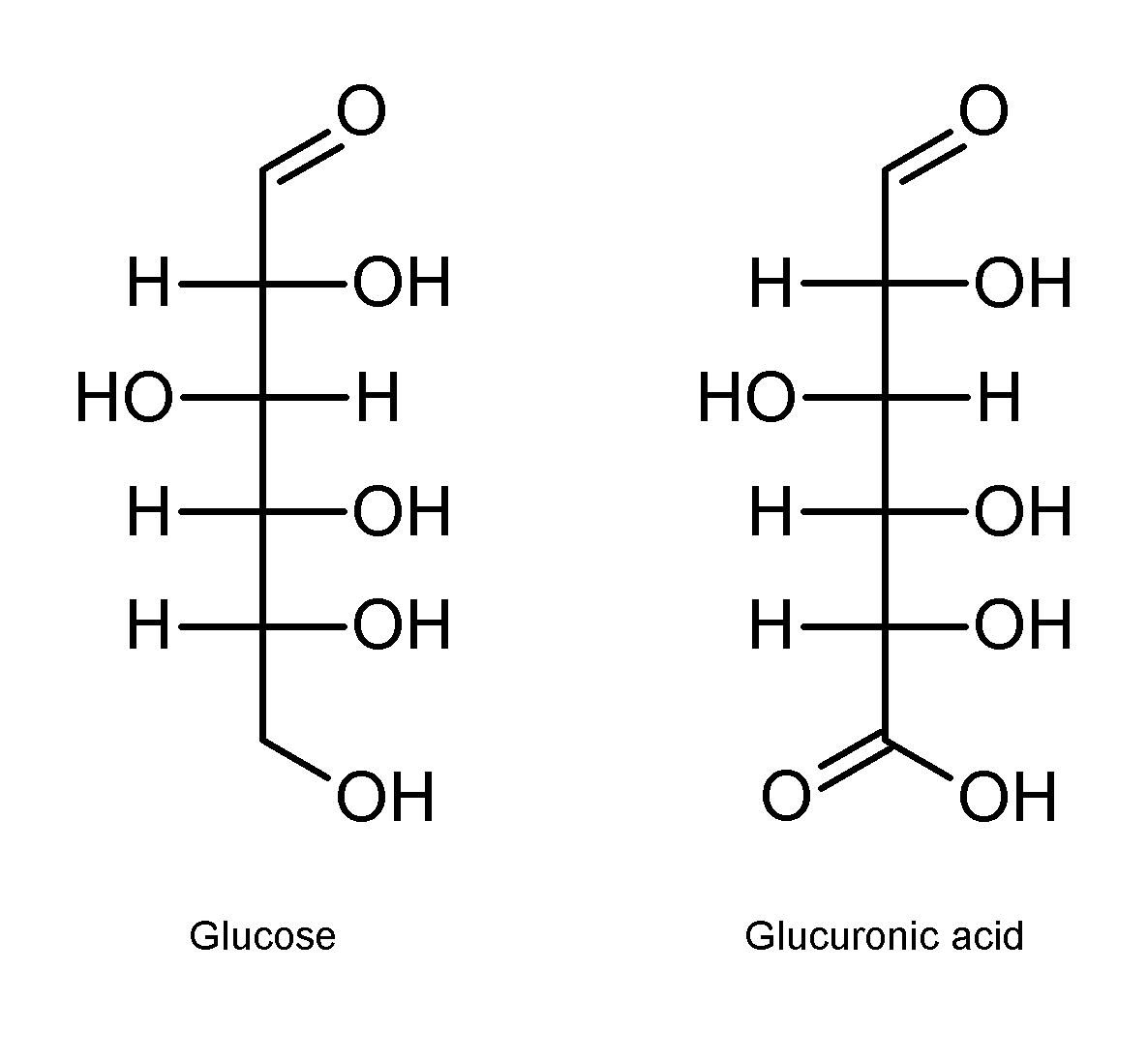
Глюкоза и глюкуроновая кислота (ациклические формы, проекция Фишера)

Уроновые кислоты (глюкуроновые кислоты) — монокарбоновые кислоты общей формулы OHC[CH(OH)]nCOOH, формально являющиеся продуктами окисления терминальной гидроксиметильной группы альдоз в карбоксильную группу. Входят в состав биополимеров как растительного, так и животного происхождения.

## Номенклатура
В номенклатуре IUPAC названия индивидуальных урононовых кислот образуются заменой суффикса -оза в названии соответствующей альдозы на суффикс -уроновая кислота, например — «глюкоза {\displaystyle \to } глюкуроновая кислота».
Названия анионов этих кислот образуются заменой суффикса -оза в названии альдозы на суффикс -уронат, например — «глюкоза → глюкуронат», так же образуются названия кислотных остатков при именовании сложных эфиров (метилглюкуронат), названия амидов образуются заменой суффиксов -оза альдозы-предшественника на -уронамид (глюкуронамид), нитрилов — на -урононитрил (глюкурононитрил), лактонов — на -уронолактон.
При именовании гликозидов и их остатков, образуемых уроновыми кислотами, суффикс -озид в названии гликозида заменяется на суффикс -озидуроновая кислота, в названии гликозильного остатка суффикс -озил заменяется на суффикс -озилуроновая кислота.

## Синтез
Поскольку альдегидная группа альдоз подвергается окислению легче, чем терминальная гидроксиметильная группа, при окислении альдоз образуются сначала альдоновые, а затем, при их окислении, альдаровые кислоты.
Для синтеза уроновых кислот из альдоз используют защиту альдегидной функции, обычно замещением водорода гемиацетальной группы их циклической формы с образованием гликозида. Окисление гликозидов ведет к образованию соответствующих карбоновых кислот, которые, после снятия защиты, дают свободные уроновые кислоты.
Другим методом синтеза уроновых кислот является восстановление амальгамой натрия лактонов сахарных кислот, в этом случае свободная карбоксильная группа восстанавливается до альдегидной.
Уроновые кислоты также получают и из растительного сырья: D-галактуроновую кислоту — ферментативным гидролизом пектинов, катализируемым полигалактуроназой, L-гулуроновую и D-маннуроновую кислоты — гидролизом альгиновых кислот водорослей.

## Биологическая роль

Уридиндифосфатглюкуроновая кислота (УДФ-глюконурат, UDP)

Уроновые кислоты входят в состав многих природных полисахаридов — гепарина, гиалуроновой кислоты, камедей, гемицеллюлоз.
Через промежуточное образование уроновых кислот идет побочный окислительный путь метаболизма глюкозо-6-фосфата (т. н. метаболический путь уроновых кислот или глюкуроновый путь), в результате чего из глюкозы образуются уроновые кислоты и, затем, аскорбиновая кислота и пентозы. Промежуточным метаболитом этого пути является уридиндифосфатглюкуроновая кислота (УДФ-глюконурат), которая в гепатоцитах образует под действием УДФ-глюкуронозилтрансферазы конъюгаты — глюкурониды с катаболитами (желчные пигменты, стероиды) и ксенобиотиками (амины, тиолы, фенолы, карбоновые кислоты):
Конъюгация идет с образованием гликозидоподобной связи, оставляя свободной карбоксильную группу остатка глюкуроновой кислоты, в результате чего они растворимы в плазме крови и моче и конъюгация липофильных катаболитов с образованием глюкуронидов обеспечивает их солюбилизацию и выведение из организма.
Глюкурониды под действием β-глюкуронидазы гидролизуются с образованием глюкуроновой кислоты и исходного катаболита или ксенобиотика.